# Tamernout
 (septembre 2009).
Tamernout est un douar (petit village) parmi les dix-sept douars de la fraction des Indrifs qui appartient historiquement à la tribu des Ait Souab qui occupe le versant nord-ouest de l'Anti-Atlas du Maroc. Le découpage administratif actuel le place à la commune rurale d'Aouguenz, caïdat de Tanalt, cercle d'Aït Baha, province de Chtouka-Aït Baha, wilaya d'Agadir. Le douar Tamernout n'est guère à plus de 50 km à vol d'oiseau de la mer. Pour y accéder par route il faut prendre la route régionale 1011 à partir d'Agadir en passant par Biougra et Aït Baha, il est à 120 km de la ville d'Agadir et à 50 km de la ville d'Aït Baha.

## Géographie
Le douar Tamernout se trouve dans une zone montagnarde relativement élevée, les habitations d'origine sont construites sur un éperon rocheux facile à défendre et de pénétration difficile, pauvre en terres de cultures ; c'est grâce à la construction des terrasses que les habitants de la région ont pu maintenir une agriculture de consommation.

## Population
On ne dispose pas d'un recensement exact de la population du douar mais d'après l'association locale, elle ne dépasse pas les 500 habitants. L'origine lointaine de la population est inconnue.